# Абул Фатх-хан Бахтиари
Абул Фатх хан Бахтиари (перс. ابوالفتح خان بختیاری‎; + 1750) — иранский политический деятель, губернатор Исфахана (1747—1750), главный вождь племени бахтиари (ветви хафтленг).

## Биография
Абул Фатх хан Бахтиари был губернатором Исфахана во время смерти Надир-шаха (правил в 1736—1747) в 1747 году. Преемники Надир-шаха Адил-шах, Ибрагим-шах и Шахрох-шах продолжали признавать Абул Фатх-хана в качестве губернатора Исфахана . Когда лидер другого бахтиярского племени чахарленг Али Мардан-хан Бахтиари и вождь Зендов Керим-хан штурмовали ворота Исфахана в мае 1750 года, Абул Фатх и другие видные жители собрались, чтобы защитить крепость города, но согласились сдаться и сотрудничать с ними после разумных предложений Али Мардана. Абул Фатх-хан Бахтияри вместе с Али Марданом и Керим-ханом Зендом заключил союз в Западном Иране под прикрытием восстановления династии Сефевидов, назначив марионеточным правителем 17-летнего сефевидского принца Абу Тураба — 29 июня Абу-Тураб был объявлен шахом и принял имя Исмаила III.
Затем Али Мардан-хан Бахтиари принял титул Вакиль-и-Доула («наместник государства») в качестве главы администрации, в то время как Абул Фатх Бахтияри сохранил свой пост губернатора Исфахана, а Керим-хан Зенд был назначен командующим (сардаром) армии и получил задание по завоеванию остальной части Ирана. Однако несколько месяцев спустя, когда Керим-хан Зенд был в экспедиции в Курдистане, амбициозный Али Мардан-хан Бахтиари сверг Абул Фатх-хана и убил.